# Ralph Hills
Ralph Gorman Hills (né le 19 janvier 1902 à Washington et décédé le 20 septembre 1977 à Baltimore) est un athlète américain spécialiste du lancer du poids. Affilié au Princeton Tigers, il mesurait 1,85 m pour 95 kg.

## Biographie

### Palmarès
| Date | Compétition           | Lieu  | Résultat | Performance |
| ---- | --------------------- | ----- | -------- | ----------- |
| 1924 | Jeux olympiques d'été | Paris | 3e       | 14,64 m     |

### Records
| Épreuve         | Performance | Lieu | Date |
| --------------- | ----------- | ---- | ---- |
| Lancer du poids | 15,26 m     |      | 1925 |